# Cyclisme aux Jeux africains
Depuis les premiers Jeux africains en 1965, plusieurs épreuves de cyclisme sur route ont lieu durant la compétition. En voici les résultats.

## Résultats masculins

### Course en ligne
| Édition           | Or                 | Argent                | Bronze                      |
| ----------------- | ------------------ | --------------------- | --------------------------- |
| Brazzaville 1965  | Ahmed Djellil (de) | Tahar Zaaf            | Solo Razafinaro             |
| Lagos 1973        | Tekeste Woldu      | Mustapha Nejjari (de) | Hocine Chibane              |
| Alger 1978        | Mohammed Adlaoui   | Mustapha Nejjari (de) | David El-Aichi              |
| Nairobi 1987      | Sebti Benzine (de) | Mohamed Mir           | Ahmed Reguigui              |
| Le Caire 1991     | Khelil Haddad      | Abdelmoumen Chikhoune | Adel Abulkhair              |
| Harare 1995       | Willie Engelbrecht | Nordine Haouchine     | Mark Marabini (en)          |
| Johannesburg 1999 | Tiaan Kannemeyer   | Malcolm Lange         | Jacques Fullard             |
| Abuja 2003        | Jeremy Maartens    | Erik Hoffmann         | Hedson Mathieu              |
| Alger 2007        | Daryl Impey        | Fregalsi Debesay      | Chris Froome                |
| Maputo 2011       | Nolan Hoffman      | Jay Robert Thomson    | Reinardt Janse van Rensburg |
| Brazzaville 2015  | Janvier Hadi       | Reynard Butler        | Adil Barbari                |
| Casablanca 2019   | Youcef Reguigui    | Ryan Gibbons          | Nassim Saidi                |

### Contre-la-montre
| Édition           | Or                          | Argent           | Bronze            |
| ----------------- | --------------------------- | ---------------- | ----------------- |
| Harare 1995       | Malcolm Lange               | Mannie Heymans   | Timothy Jones     |
| Johannesburg 1999 | James Perry                 | Tiaan Kannemeyer | David Dickenson   |
| Abuja 2003        | Malcolm Lange               | Jeremy Maartens  | Karim Dali-Youcef |
| Maputo 2011       | Reinardt Janse van Rensburg | Darren Lill      | Azzedine Lagab    |
| Brazzaville 2015  | Meron Teshome               | Gustav Basson    | Adil Barbari      |
| Casablanca 2019   | Ryan Gibbons                | Kent Main        | Moïse Mugisha     |

### Course en ligne par équipes
| Édition          | Or         | Argent         | Bronze   |
| ---------------- | ---------- | -------------- | -------- |
| Brazzaville 1965 | Madagascar | Cameroun       | Algérie  |
| Alger 2007       | Érythrée   | Afrique du Sud | Cameroun |

### Contre-la-montre par équipes
| Édition          | Or                                                                               | Argent                                                                          | Bronze                                                                           |
| ---------------- | -------------------------------------------------------------------------------- | ------------------------------------------------------------------------------- | -------------------------------------------------------------------------------- |
| Brazzaville 1965 | Algérie Tahar Zaaf Madjid Hamza Hocine Chibane Belkacem Ouachek                  | Madagascar                                                                      | Sénégal                                                                          |
| Lagos 1973       | Éthiopie                                                                         | Maroc                                                                           | Algérie                                                                          |
| Alger 1978       | Libye                                                                            | Algérie Aziz Mahdi Malek Hamza Abdelkader Chaabane Mustapha Abdi                | Maroc                                                                            |
| Nairobi 1987     | Algérie                                                                          | Éthiopie                                                                        | Côte d'Ivoire                                                                    |
| Le Caire 1991    | Algérie                                                                          | Égypte                                                                          | Zimbabwe                                                                         |
| Harare 1995      | Afrique du Sud Andrew McLean Malcolm Lange Jac-Louis Van Wyk Willie Engelbrecht  | Égypte                                                                          | Tunisie Mohamed Yazidi Karim Jendoubi Lemjed Belkadhi Samir Souissi              |
| Maputo 2011      | Afrique du Sud Jay Thomson Nolan Hoffman Darren Lill Reinardt Janse van Rensburg | Maurice Yolain Calypso Yannick Lincoln Pascal Ladaub Hugo Caëtane               | Algérie Abdelbasset Hannachi Abderrahmane Boureza Khaled Abdenbi Khelil Tamarent |
| Brazzaville 2015 | Afrique du Sud Hendrik Kruger Shaun-Nick Bester Gustav Basson Reynard Butler     | Algérie Abderrahmane Mansouri Nassim Saidi Abderrahmane Bechlaghem Adil Barbari | Rwanda Joseph Areruya Janvier Hadi Valens Ndayisenga Jean Bosco Nsengimana       |
| Casablanca 2019  | Afrique du Sud Ryan Gibbons Jayde Julius Jason Oosthuizen Kent Main              | Érythrée Natnael Andu Sirak Abraham Natnael Teweldemedhin Daniel Girmazion      | Rwanda Joseph Areruya Moïse Mugisha Didier Munyaneza Jean Claude Nzafashwanayo   |

### Cyclisme sur piste
| Édition                               | Or                                                               | Argent           | Bronze         |
| ------------------------------------- | ---------------------------------------------------------------- | ---------------- | -------------- |
| Kilomètre contre-la-montre Alger 1978 | Farouk Hamza                                                     | Mohamed Ghariani | Mustapha Bouih |
| Vitesse individuelle Alger 1978       | Mustapha Bouih                                                   | Kamal Abdelazim  | Nacer Kadri    |
| Vitesse par équipes Alger 1978        | Algérie                                                          | Libye            | Maroc          |
| Poursuite individuelle Alger 1978     | Abdelkader Chaabane                                              | Allel Karrar     | Mustapha Bouih |
| Poursuite par équipes Alger 1978      | Algérie Allel Karrar Malek Hamza Abdelkader Chaabane Nacer Kadri | Libye            | Maroc          |

### VTT

#### Cross-country
| Édition         | Or                     | Argent            | Bronze               |
| --------------- | ---------------------- | ----------------- | -------------------- |
| Casablanca 2019 | Tristan de Lange (NAM) | Alex Miller (NAM) | Maher Habouria (TUN) |

#### Cross-country marathon
| Édition         | Or                     | Argent                | Bronze            |
| --------------- | ---------------------- | --------------------- | ----------------- |
| Casablanca 2019 | Tristan de Lange (NAM) | Yannick Lincoln (MRI) | Alex Miller (NAM) |

## Résultats féminins

### Course en ligne
| Édition          | Or                 | Argent                 | Bronze            |
| ---------------- | ------------------ | ---------------------- | ----------------- |
| Abuja 2003       | Elsa Karsten       | Engela Conradie        | Altie Pienaar     |
| Alger 2007       | Yolandi du Toit    | Marissa van der Merwe  | Lynette Burger    |
| Maputo 2011      | Lise Burger        | Lise Olivier           | Aurélie Halbwachs |
| Brazzaville 2015 | Kimberley Le Court | Gladys Grikpa Tombrapa | Lise Olivier      |
| Casablanca 2019  | Maroesjka Matthee  | Aurélie Halbwachs      | Vera Adrian       |

### Contre-la-montre
| Édition          | Or              | Argent            | Bronze          |
| ---------------- | --------------- | ----------------- | --------------- |
| Abuja 2003       | Ego Uzoho       | Altie Pienaar     | Engela Conradie |
| Maputo 2011      | Lise Olivier    | Aurélie Halbwachs | Lynette Burger  |
| Brazzaville 2015 | Mossana Debesay | Wehazit Kidane    | Lise Olivier    |
| Casablanca 2019  | Ashleigh Pasio  | Zanri Rossouw     | Vera Adrian     |

### Contre-la-montre par équipes
| Édition          | Or                                                                           | Argent                                                            | Bronze                                                                                             |
| ---------------- | ---------------------------------------------------------------------------- | ----------------------------------------------------------------- | -------------------------------------------------------------------------------------------------- |
| Brazzaville 2015 | Nigeria Rosemary Marcus Gladys Grikpa Tombrapa Happy Okafor                  | Afrique du Sud Lise Olivier Heidi Dalton Catherine Colyn          | Éthiopie Sendel Hafte Tewele Tsega Beyene Gebru Eyeru Hadnet Kidane                                |
| Casablanca 2019  | Afrique du Sud Maroesjka Matthee Zanri Rossouw Tiffany Keep Carla Oberholzer | Érythrée Mosana Abraham Desiet Tekeste Adyam Ande Danayit Tekeste | Éthiopie Miheret Asegele Gebreyewhans Selam Amha Gerefiel Tsega Gebre Beyene Eyerusalem Haftu Reda |

### Course en ligne par équipes
| Édition    | Or             | Argent  | Bronze  |
| ---------- | -------------- | ------- | ------- |
| Alger 2007 | Afrique du Sud | Nigeria | Algérie |

### VTT

#### Cross-country
| Édition         | Or                 | Argent                  | Bronze                            |
| --------------- | ------------------ | ----------------------- | --------------------------------- |
| Casablanca 2019 | Tiffany Keep (RSA) | Aurélie Halbwachs (MRI) | Kimberley Lecourt de Billot (MRI) |

#### Cross-country marathon
| Édition         | Or                                | Argent                  | Bronze                                               |
| --------------- | --------------------------------- | ----------------------- | ---------------------------------------------------- |
| Casablanca 2019 | Kimberley Lecourt de Billot (MRI) | Aurélie Halbwachs (MRI) | Nancy Akinyi Debe (KEN) Fatima Zahra El Hayani (MAR) |

## Résultats des -23 ans
Lors de l'édition de 2007, des médailles en individuel et par équipes ont été décernées aux coureurs de 23 ans.

### Course en ligne -23 ans
| Édition    | Or            | Argent             | Bronze             |
| ---------- | ------------- | ------------------ | ------------------ |
| Alger 2007 | Rafaâ Chtioui | Christopher Froome | Merhawi Gebrehiwet |

### Course en ligne -23 ans équipes
| Édition    | Or       | Argent   | Bronze  |
| ---------- | -------- | -------- | ------- |
| Alger 2007 | Érythrée | Cameroun | Algérie |

## Tableau des médailles
| Rang  | Nation         | Or | Argent | Bronze | Total |
| ----- | -------------- | -- | ------ | ------ | ----- |
| 1     | Afrique du Sud | 17 | 13     | 8      | 38    |
| 2     | Algérie        | 10 | 7      | 13     | 30    |
| 3     | Érythrée       | 4  | 2      | 1      | 7     |
| 4     | Maroc          | 2  | 3      | 5      | 10    |
| 5     | Nigeria        | 2  | 2      | 0      | 4     |
| 6     | Éthiopie       | 2  | 1      | 1      | 4     |
| 7     | Libye          | 1  | 3      | 0      | 3     |
| 8     | Maurice        | 1  | 2      | 1      | 4     |
| 9     | Madagascar     | 1  | 1      | 1      | 3     |
| 10    | Tunisie        | 1  | 0      | 2      | 3     |
| 11    | Rwanda         | 1  | 0      | 1      | 2     |
| 12    | Égypte         | 0  | 3      | 1      | 4     |
| 13    | Cameroun       | 0  | 2      | 1      | 3     |
| 13    | Namibie        | 0  | 2      | 1      | 3     |
| 15    | Kenya          | 0  | 1      | 1      | 2     |
| 16    | Zimbabwe       | 0  | 0      | 3      | 3     |
| 17    | Côte d'Ivoire  | 0  | 0      | 1      | 1     |
| 17    | Seychelles     | 0  | 0      | 1      | 1     |
| 17    | Sénégal        | 0  | 0      | 1      | 1     |
| Total | Total          | 42 | 42     | 43     | 127   |